# David Miller (Regisseur)
David Miller (* 28. November 1909 in Paterson, New Jersey; † 14. April 1992 in Los Angeles, Kalifornien) war ein US-amerikanischer Filmregisseur.

## Leben
David Miller kam über das Schreiben von Texten für Filmtrailer zum Kino. Zunächst als Filmeditor und ab Mitte der 30er Jahre als Regisseur konnte er in Hollywood Fuß fassen. Der von ihm inszenierte Kurzfilm Penny Wisdom wurde im Jahr 1938 mit dem Oscar für den besten Kurzfilm ausgezeichnet. Den Militärdienst während des Zweiten Weltkriegs verbrachte Miller in der Crew des Regisseurs Frank Capra, die Propaganda-Dokumentarfilme herstellte. Miller wies bei seinen in den folgenden Jahren inszenierten Filmen große Vielseitigkeit auf und drehte z. B. die Komödie Love Happy mit Groucho Marx und Marilyn Monroe ebenso wie den Thriller Mitternachtsspitzen.

## Filmografie (Auswahl)
- 1937: Penny Wisdom
- 1938: The Great Heart
- 1941: Der letzte Bandit (Billy the Kid)
- 1942: Unternehmen Tigersprung (Flying Tigers)
- 1946: Seeds of Destiny (Kurzfilm)
- 1949: Diebstahl in Irland (Top o’ the Morning)
- 1950: Die Marx Brothers im Theater (Love Happy)
- 1950: Unser eigenes Ich (Our very own)
- 1951: Ein Held für zwei Stunden (Saturday’s Hero)
- 1952: Maskierte Herzen (Sudden Fear)
- 1954: Geld macht nicht glücklich (Beautiful Stranger)
- 1955: Diane – Kurtisane von Frankreich (Diane)
- 1956: Das schwache Geschlecht (The Opposite Sex)
- 1957: Esther Costello (The Story of Esther Costello)
- 1959: Ehegeheimnisse (Happy Anniversary)
- 1960: Mitternachtsspitzen (Midnight Lace)
- 1961: Endstation Paris (Back Street)
- 1962: Einsam sind die Tapferen (Lonely Are the Brave)
- 1963: Captain Newman (Captain Newman, M.D.)
- 1968: Special Agent Hammer (Hammerhead)
- 1969: Hail, Hero!
- 1973: Unternehmen Staatsgewalt (Executive Action)
- 1976: Bittersüße Liebe (Bittersweet Love)